# Гуренко, Станислав Иванович

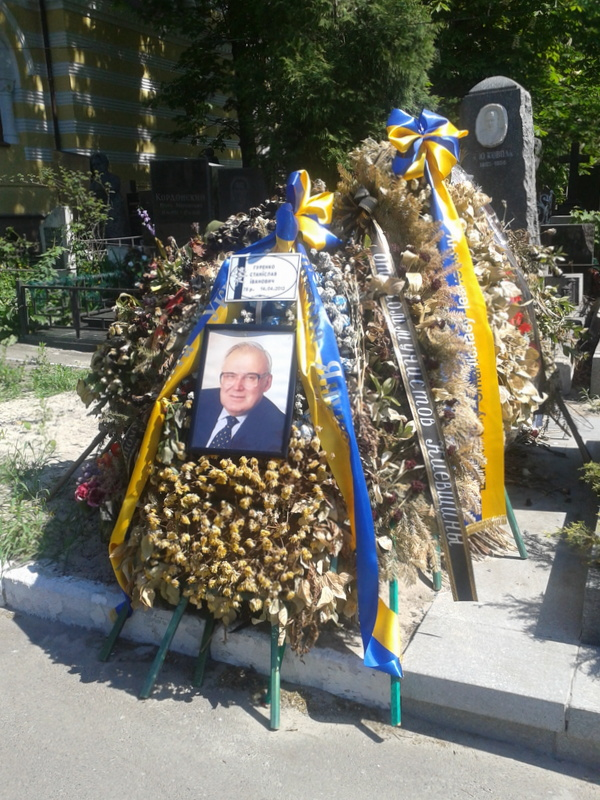
Могила на Байковом кладбище в Киеве

Станисла́в Ива́нович Гуре́нко (укр. Станіслав Іванович Гуренко; 30 мая 1936, Иловайск, Донецкая область, Украинская ССР, СССР — 14 апреля 2013, Киев, Украина) — советский и украинский политик. Последний руководитель ЦК Компартии УССР (1990—1991).

## Биография
Родился в семье учителей.
Окончил Киевский политехнический институт. С 1958 года начал работать на Донецком машиностроительном заводе им. ЛКСМУ. Прошёл путь от инженер-технолога до директора завода (1970—1976). В 1963—1964 гг. он работал в Донецком политехническом институте на должности старшего преподавателя. В дальнейшем научно-преподавательская деятельность, начатая в ДПИ, нашла продолжение в защите кандидатской диссертации на тему «Влияние АСУ машиностроительного предприятия на рост производительности труда». Она была защищена в 1975 году в Институте экономики промышленности АН УССР.
С 1976 году Гуренко переходит на партийную и государственную работу, где начинает карьеру с должности секретаря Донецкого ОК КПУ. В период с 26 марта 1980 года по 24 апреля 1987 года был заместителем председателя Совета Министров УССР. Кроме того в 1986 году был заместителем председателя Госкомиссии в Чернобыле. В дальнейшем он идёт на повышение в системе партийно-государственной номенклатуры: с 1987 года занимал должности секретаря и 2-го секретаря ЦК КПУ, также был народным депутатом Верховного Совета УССР и Верховного Совета СССР (1988—1991). Верхом его карьеры в Советском Союзе стала должность первого секретаря ЦК Компартии Украины (23 июня 1990 — 30 августа 1991) и вхождение в Политбюро ЦК КПСС.
После провозглашения независимости Украины и запрета КПУ (август 1991) Гуренко продолжил заниматься политической деятельностью. В 1990-е годы был советником ЦК КПУ (1993). До января 1993 года являлся народным депутатом Верховной рады Украины. В качестве народного депутата был членом Комиссии по вопросам Чернобыльской катастрофы. Возвращение Гуренко в Верховную Раду произошло в 1998 году, когда он стал народным депутатом Украины 3-го и 4-го созывов. В украинском парламенте он входил во фракцию КПУ (1993) и как её представитель занимал должности председателя Комитета по вопросам экономической политики, управления народного хозяйства, собственности и инвестиций (июль 1998 — февраль 2000, май 2002 — май 2006) и члена этого же комитета. Так же был членом Совета НБОУ (июнь 1999 — май 2000).
Кроме политической деятельности в период с 1991 года по 1998 год Гуренко был научным консультантом НВК «Энергия» и заместителем директора СП «Наваско».
27 декабря 2001 года Конституционный суд снял запрет с деятельности Коммунистической партии Украины (1918). 25 мая 2002 года прошел съезд восстановленной партии, на котором по предложению Гуренко было принято решение о присоединении к Коммунистической партии Украины (1993) во главе с Петром Симоненко.
Умер 14 апреля 2013 года, похоронен на Байковом кладбище в Киеве.

## Награды
- Орден Октябрьской Революции (29.05.1986)
- 3 ордена Трудового Красного Знамени (5.04.1971; 3.03.1976; 23.05.1980)
- медали